# Pachychoeromyia praegrandis
Pachychoeromyia praegrandis är en tvåvingeart som först beskrevs av Austen 1910.  Pachychoeromyia praegrandis ingår i släktet Pachychoeromyia och familjen spyflugor. Inga underarter finns listade i Catalogue of Life.